# Holochlora annulicornis
Holochlora annulicornis is een rechtvleugelig insect uit de familie sabelsprinkhanen (Tettigoniidae). De wetenschappelijke naam van deze soort werd voor het eerst geldig gepubliceerd in 1926 door Heinrich Hugo Karny.